# Берен ле Сијерк
Берен ле Сијерк (фр. Beyren-lès-Sierck) насеље је и општина у североисточној Француској у региону Лорена, у департману Мозел која припада префектури Тионвил Ест.
По подацима из 2011. године у општини је живело 497 становника, а густина насељености је износила 53,56 становника/km². Општина се простире на површини од 9,28 km². Налази се на средњој надморској висини од 162 метара (максималној 268 m, а минималној 154 m).

## Демографија
| 1962. | 1968. | 1975. | 1982. | 1990. | 1999. | 2011. |
| ----- | ----- | ----- | ----- | ----- | ----- | ----- |
| 302   | 307   | 308   | 353   | 430   | 426   | 497   |

График промене броја становника у току последњих година